# گرودک ناد دونایتسم
گرودک ناد دونایتسم (به لهستانی:  Gródek nad Dunajcem) یک روستا در لهستان است که در گمینا گرودک ناد دونایتسم واقع شده‌است.
 گرودک ناد دونایتسم ۴ کیلومتر مربع مساحت و ۹۰۰ نفر جمعیت دارد.